# Maschwanden
Maschwanden är en ort och kommun i distriktet Affoltern i kantonen Zürich, Schweiz. Kommunen har 644 invånare (2023).